# Maroussia Gentet
Pour les articles homonymes, voir Gentet.
Maroussia Gentet, née en 1992, est une pianiste française.

## Biographie
Encouragée vers une carrière artistique par des parents amateurs de littérature, elle reçoit sa formation musicale, à partir de 2005, au Conservatoire national supérieur de musique de Lyon où elle est l'élève de Géry Moutier, au Conservatoire national supérieur de musique de Paris ainsi qu'à l'École normale de musique de Paris où elle se perfectionne auprès de Rena Cherechevskaya.
Son répertoire est éclectique, mais elle possède une prédilection particulière pour la musique du XXe siècle et les œuvres contemporaines, notamment celles d'Henri Dutilleux et de Karol Szymanowski.
En 2018, elle remporte le Premier Prix Blanche Selva du Concours international de piano d'Orléans.